# Пак Чихён (активистка)
Пак Чихён (кор. 박지현; 29 марта 1996, Вонджу, Канвондо, Республика Корея) — корейский политический деятель и активист, бывший сопредседатель Комитета по чрезвычайному реагированию «Демократической партии». В 2019 году она помогла разоблачить одну из крупнейших преступных онлайн-групп в Республике Корее под названием Nth Room. Пак была включена в TIME100 Next, список новых лидеров по версии журнала TIME, а также в списки BBC 100 Women и Bloomberg 50 2022 года в знак признания её работы по борьбе с цифровыми секс-преступлениями, а также борьбой за гендерное равенство в политике.

## Биография

### Расследовательская деятельность Team Flame
В 2018 году Пак изучала журналистику в Университете Халлим и работала студенческим репортёром, когда в центре Сеула прошли акции протеста #MeToo, требующие, чтобы правительство приняло дополнительные меры для борьбы с незаконной съёмкой женщин и девочек. Вдохновлённые протестами, она и её одноклассник Вон Ын Джи планировали представить статью на ежегодный конкурс студенческой журналистики Комиссии Корейского информационного агентства. Первоначально они планировали написать об «эпидемии шпионских камер» в Республике Корее, когда мужчины тайно снимают женщин и девушек без их согласия.
В июле 2019 года Пак и Вон начали проникать в Nth Room, печально известную группу в Telegram, связанную с сексуальным насилием. Работая с полицией, их расследование привело к аресту и в конечном итоге осуждению двух главарей преступной группы, которые, как они обнаружили, шантажировали и принуждали женщин и девочек в возрасте двенадцати лет к совершению унижающих достоинство действий, а затем незаконно продавали их изображения и видео.
Их первая статья привлекла внимание двух журналистов из The Hankyoreh, которые затем сотрудничали с обоими для публикации подробного газетного отчёта в ноябре 2019 года. Главари Nth Room стремились отомстить, однако ещё две новостные программы на телевидении в конечном итоге подхватили эту историю. Тем временем женщины мобилизовались в Twitter, чтобы разоблачить и дополнительно предать огласке преступления. Когда стали известны подробности дела о Nth Room, более пяти миллионов человек подписали национальные петиции, призывающие к более суровому наказанию и раскрытию личности преступников. К концу 2020 года по делу было арестовано 3757 человек.
В течение многих лет Пак была известна только под псевдонимом «Пламя» (Flame). Она также дала интервью в документальном фильме Netflix «Ад в сети: Разоблачение интернет-кошмара». Помимо этого, активистка написала и опубликовала анонимные мемуары о разоблачении преступников за Nth Room.

### Политическая деятельность
Пак познакомилась с Ли Чжэ Мёном, когда он был губернатором провинции Кёнгидо, благодаря её правозащитной деятельности. Губернатор Ли принял участие в мероприятии по запуску в июне 2020 года центра поддержки жертв цифровых преступлений на сексуальной почве в Кёнгидо.
Её личность была раскрыта в начале 2022 года, когда она согласилась участвовать в кампании «Демократической партии» в преддверии национальных выборов. Ли, проводивший предвыборную кампанию в президенты, заверил Пак, что будет бороться с сексуальными преступлениями в Интернете, а также с дискриминацией женщин на рабочем месте. В январе 2022 года Пак была назначена заместителем председателя комитета партии по делам женщин. В качестве специального советника Ли она также помогла мобилизовать молодёжь. 9 марта 2022 года Ли с небольшим перевесом проиграл Юн Сок Ёлю из консервативной партии «Сила народа». При этом примерно 58 % женщин в возрасте около 20 лет проголосовали за Ли Джэ Мёна.
13 марта 2022 года Пак была назначена вместе с Юн Хо Чжуном временным сопредседателем Комитета по чрезвычайному реагированию «Демократической партии» после того, как предыдущее руководство партии подало в отставку из-за поражения на президентских выборах. В первые дни после президентских выборов только в Сеуле к «Демократической партии» присоединились 11 000 новых членов, 80 % из которых составляли женщины. Были большие надежды, что известность Пак как сопредседателя поможет партии укрепить своё лидерство среди молодых женщин-избирателей, однако Демпартия потерпела поражение и на местных выборах в июне. Партия получила только 5 из 17 постов губернаторов провинций и столичных мэров по сравнению с 14 местами, которые она занимала ранее.
Пак сразу же ушла в отставку вместе с другими лидерами партии, обвинив её в сопротивлении реформам. В свою очередь, её критики обвинили Пак в неопытности и в разоблачении распрей внутри Демпартии. Пак Чихён также допустила громкие промахи, которые поставили партию в неловкое положение, например, когда перепутала битву за Ёнпхёндо в 2002 году с затоплением корвета «Чхонан» в 2010 году, за что ей пришлось публично извиниться.
Во время своего краткого пребывания в качестве сопредседателя, Пак исключила Пак Ван Чжу из партии за сексуальные домогательства и подала официальную жалобу на Чхве Кан Ука в комитет по этике партии по поводу комментария, который он якобы сделал во время онлайн-встречи. The Korea Times отметила: «Она также была одной из редких лидеров партии, выступавших против проблем, которые многие пытались игнорировать, таких как преступления на сексуальной почве, совершённые мужчинами, находящимися у власти».
В июле 2022 года «Демократическая партия» отклонила просьбу Пак Чихён об исключении из правила, требующего, чтобы кандидаты в лидеры партии были членами не менее шести месяцев, что не позволило ей баллотироваться на пост председателя партии на национальном съезде 28 августа, так как она официально вступила в партию 14 февраля 2022 года.